# Мис Родон
41°35′9″ пн. ш. 19°26′59″ сх. д. / 41.58583° пн. ш. 19.44972° сх. д.
Мис Родон (алб. Kepi i Rodonit) або мис Скандербег (алб. Kepi i Skenderbeut) — скелястий мис на узбережжі Адріатичного моря на північ від Дурреса в Албанії. На мисі знаходиться замок Родоні, побудований Скандербегом у 1463 році і церква Святого Антонія. Далі на південь у затоці між мисом і заповідником Ррушкулл є кілька пляжних курортів, як-от Fshati Turistik Lura і Lalzit Bay Resort.

## Назва

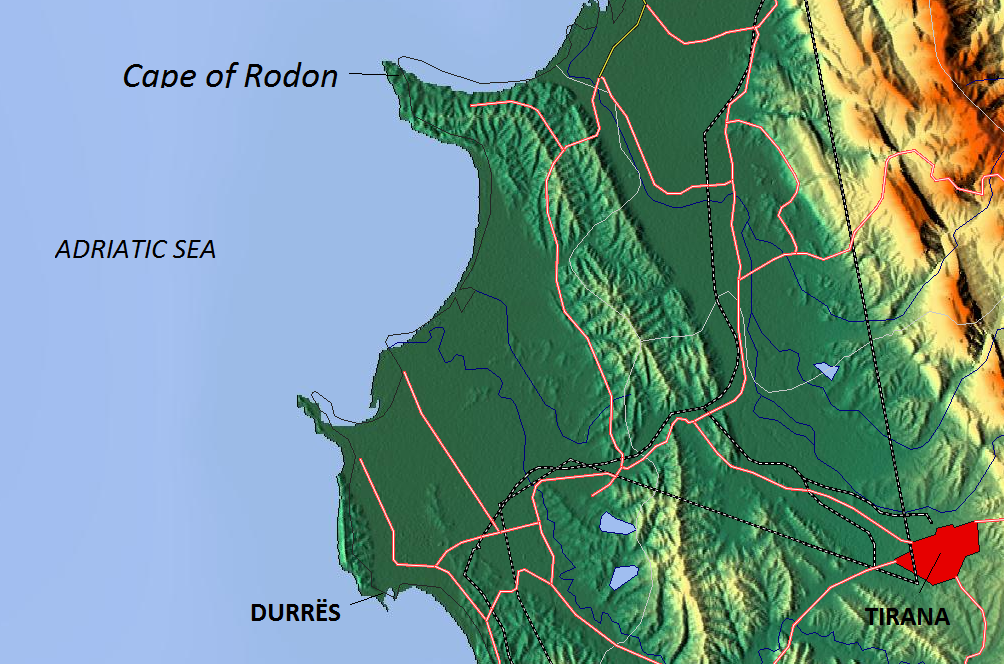
Мис Родон на топографічній карті

Ім'я Редон знайдене на стародавніх написах в місті Санта-Марія-ді-Леука (на крайньому півдні італійського півострова Салентина), а також на монетах, що карбувались іллірійським містом Ліссос (сучасна Лежа), свідчить про те, що Редону поклонялися як божеству-охоронцю міста і, ймовірно, як морському богу. Той факт, що Редон завжди зображувався на монетах в петасі, демонструє його зв'язок із подорожами та плаванням, що привело істориків до висновку, що Редон був божеством-захисником мандрівників і мореплавців. Зокрема, написи в Санта-Марія-ді-Леука були вирізьблені екіпажами двох римських торгових кораблів, якими управляли іллірійські моряки. Написи, що згадують про Редона були знайдені також на монетах з іллірійських міст Даорсон і Скодра, і навіть в археологічних знахідках з Діррахія після заснування там римської колонії. Албанська назва мису «Kepi i Rodonit» може говорити про те, що у минулому на мисі знаходилось іллірійське святилище, присвячене богу мореплавців.
Альтернативна назва «Мис Скандербег» повязана із замком, побудованим албанським князем і народним героєм Скандербегом на мисі Родон у 1463 році.

## Галерея

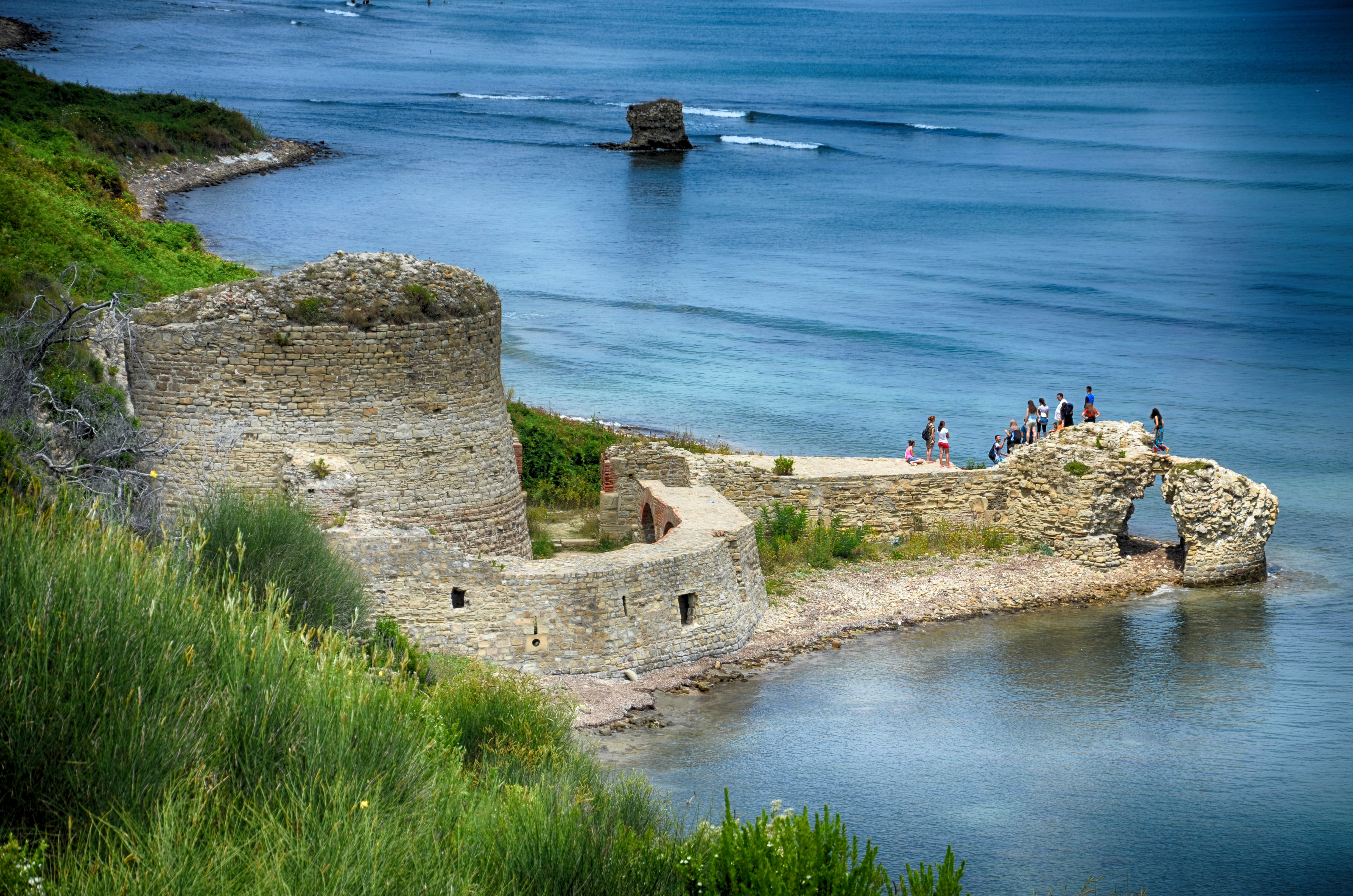
Фортеця Родон
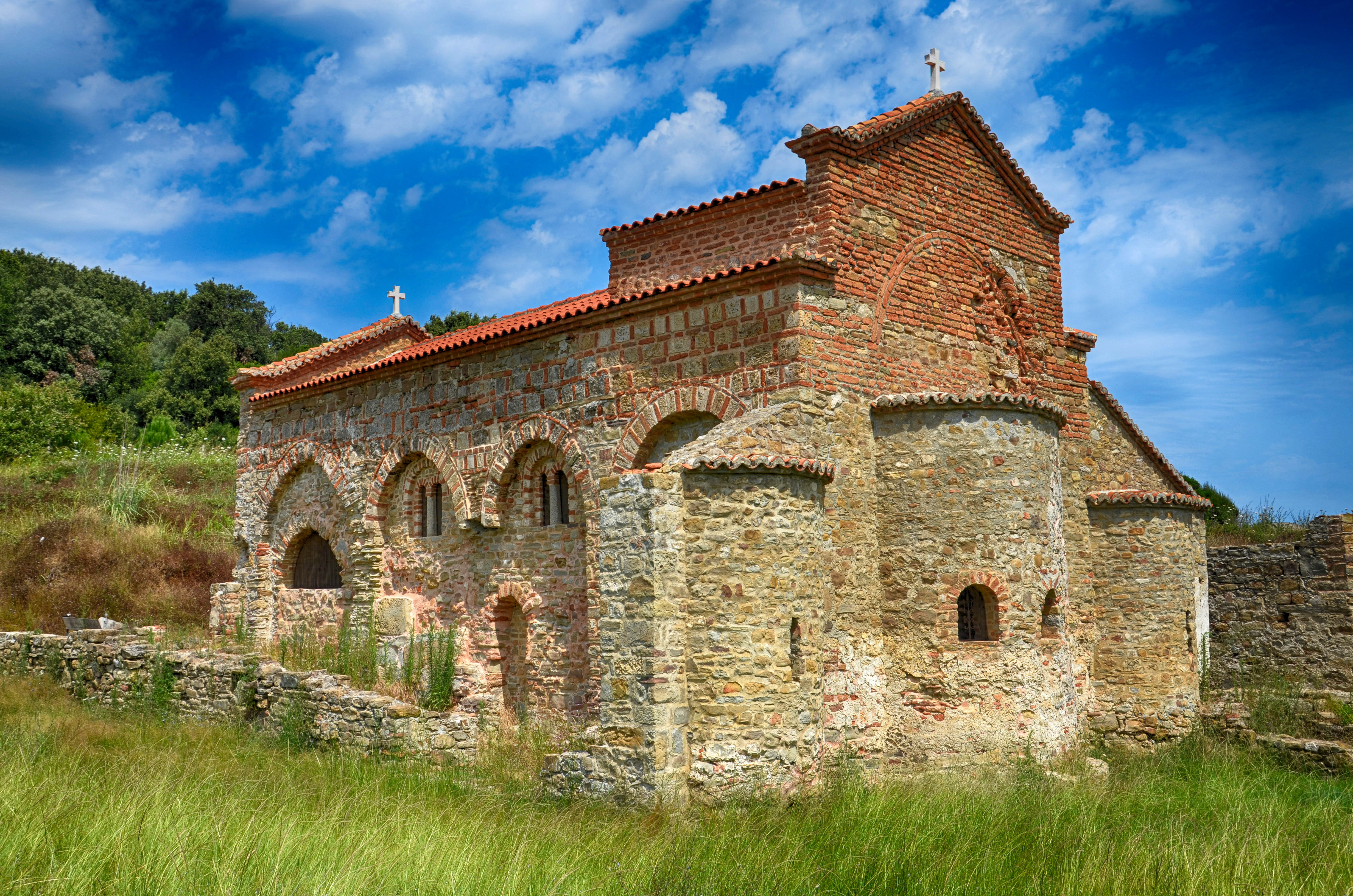
Церква Св. Антонія
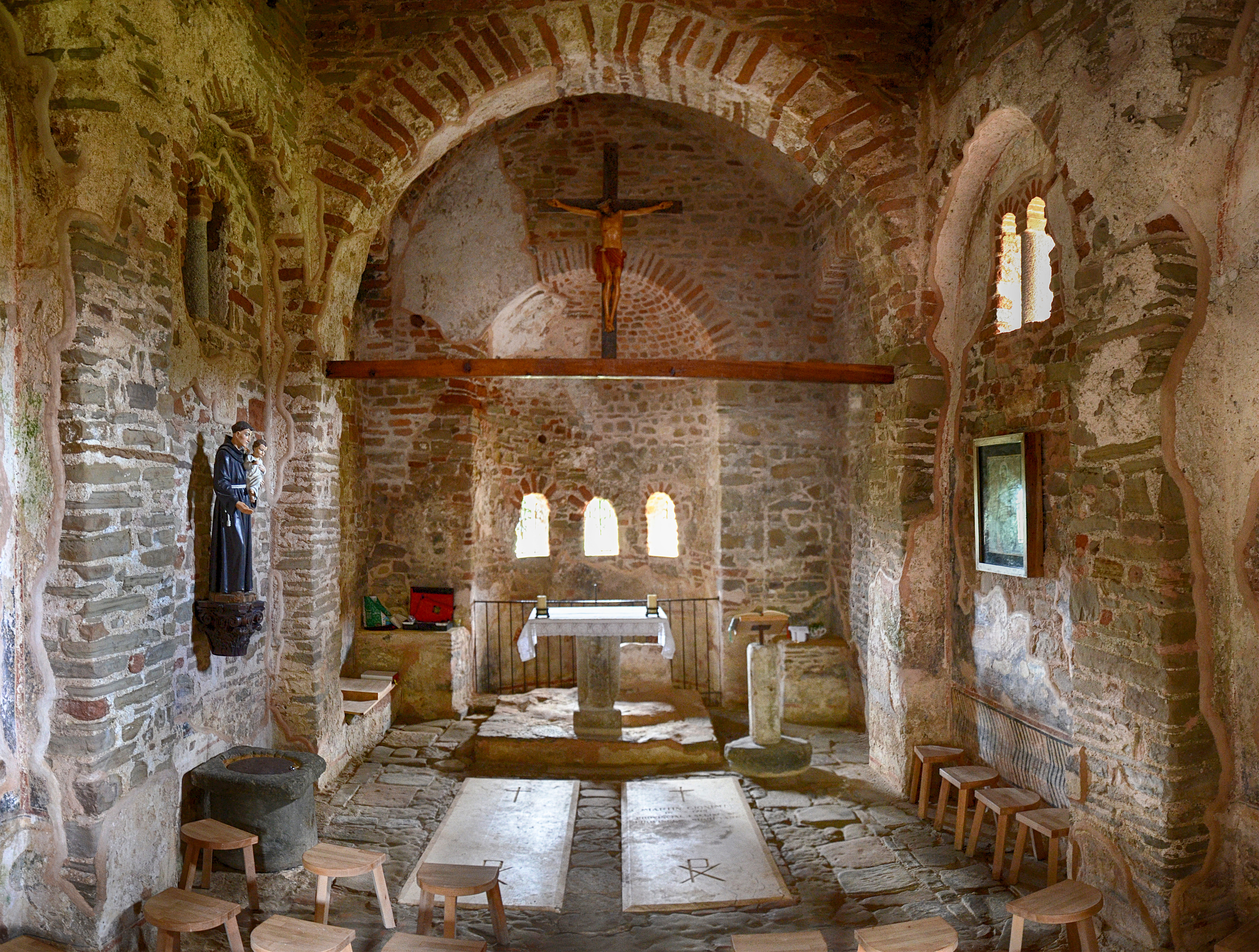
Внутрішній вид церкви
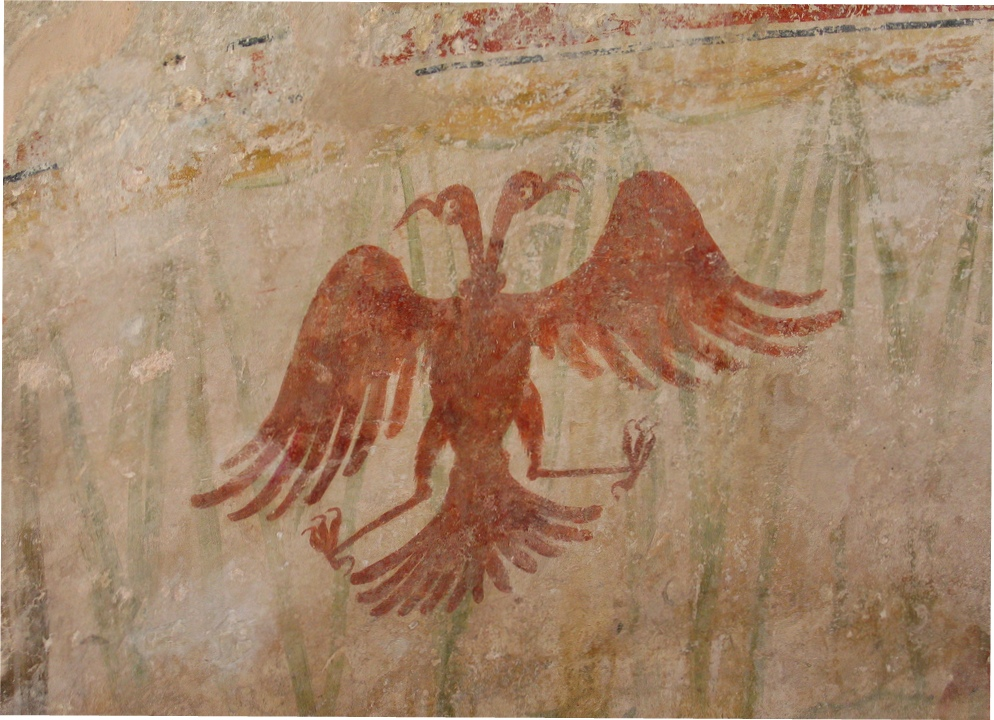
Зображення двоглавого орла в церкві